# Замок Клитеро
Замок Клитеро (англ. Clitheroe Castle) — руины средневекового замка в Клитеро, Ланкашир, Англия. Главный замок баронии Клитеро, обширных владений, простирающихся вдоль западного склона Пеннинских гор.
О ранней истории замка известно мало, но считается, что он нормандский и возведён в XII веке для семьи де Ласи. Позже барония Клитеро стала частью графства, а затем герцогства Ланкастерского. В 1660 году замок был пожалован Джорджу Монку, 1-му герцогу Альбемарль и оставался в частной собственности до 1920 года, когда деревня Клитеро выкупила его для создания военного мемориала. Сегодня в замке располагается музей.
Замок является вторым самым маленьким сохранившимся каменным донжоном в Англии. Памятник архитектуры первой категории.